# اره‌مگس‌های سرخس
اره‌مگس‌های سرخس (نام علمی: Blasticotomidae) نام یک تیره از بالاخانواده برگ‌خوارزنبورواران است.